# Mode und Schnitt
Mode und Schnitt war eine Modezeitschrift, herausgegeben in Apolda. Sie erschien von 1948 bis 1972.

## Geschichte
Seit 1948 gab der Verlag von Lisa Lacher in Apolda in Thüringen Mode und Schnitt heraus. Die Zeitschrift erschien alle zwei Monate in fortlaufender Nummerierung und enthielt vor allem Schnittmusterbögen. Es gab einige Sonderhefte für Kinderbekleidung.
1972 wurde Mode und Schnitt mit der 111. Ausgabe eingestellt. Zu dieser Zeit war sie wahrscheinlich die einzige Modezeitschrift in der DDR, die nicht im „Verlag für die Frau“ in Leipzig herausgegeben wurde.